# Лав V Јерменин
Лав V Јерменин (грч: Λέων Ε΄, убијен 25. децембра 820. године) био је византијски војсковођа, а затим и цар од 813. до 820. године. Остао је упамћен као покретач другог таласа иконоборства (815—842).
Узори су му били цареви: Лав III и његов син Константин V.

## Младост
Лав је потицао из војничке породице јерменског порекла и у младости се истакао као војсковођа узурпатора Вардана Турчина 803. године. Међутим, у одсудном тренутку пребегао је цару Нићифору I који га је у почетку наградио, а доцније протерао. Лав Јерменин је 811. опозван из изгнанства од стране новог владара Михаила I и поверена му је команда над темом Анатоликон.

## Царевање
Након што је 813. Михаило I Рангабе претрпео тежак пораз у борби са бугарским каном Крумом, Лав и његови саборци су га, 11. јуна исте године, натерали на абдикацију. Лав је тако заузео престо, а сумњичави патријарх Нићифор I га је натерао да потпише изјаву оданости култу икона. 
Сем престола, Лав је наследио и рат са Бугарима, који су после победе над Михаилом Рангабеом, освојили Дринопоље. Цар је уговорио састанак са каном Крумом, наводно да би двојица владара уговорили мировни споразум. Уместо преговора, Византинци су организовали атентат на Крума који се на крају ипак спасао. Бугари су тако опустошили Тракију и, у савезу са Аварима и Словенима, стигли пред Цариград, али су били поражени. Лав је успео да извојује победу код Месембрије (данашњег Несебара на обали Црног мора) с јесени 813. године. Тек након Крумове смрти, 13. априла 813. године. Нови кан Омуртаг је затим пристао на мир на раздобље од 30 година и граница је утврђена линијом Једрене-Пловдив-Стара планина.
Победа над старим балканским противником дала је цару одрешене руке у погледу верске политике. Лав је 815. обновио иконоборачку политику и због тога је протерао вође иконофилске струје патријарха Нићифора I и игумана манастира Студион, Теодора. За патријарха је 1. априла 815. доведен лаик, Теодот I Мелисен који је убрзо сазвао синод на коме су одбачени канони Седмог васељенског сабора из 787. и потврђене одлуке Иконоборачког сабора из 754. године.

## Смрт
Лав је покушао да води и династичку политику по узору на своје иконоборачке претходнике, цареве из Исавријске династије. Тако је свог најстаријег сина Симбатија 814. прогласио за савладара под владарски именом Константин. Међутим, Лавов положај био је угрожен сталним заверама. Крајем 820. године цар је притворио свог старог ратног друга Михаила Аморијца, заповедника царске гарде ескубитора. Михаило је ипак успео да побегне из тамнице, а његове присталице, прерушене у свештеничке и монашке одоре, су 25. децембра ушле у дворску капелу где су ликвидирале Лава V Јерменина усред божићне литургије. Женски чланови Лавове породице су послати у манастир, а четворица синова, укључујући и Симбатија, су кастрирани. Михаило II је постао нови цар који је основао наредну византијску династију - Аморијску династију.